# La sangre de un valiente
La sangre de un valiente (también conocida como El hombre de hierro) es  una película mexicana producida en 1992, dirigida por Mario Hernández, escrita por Ricardo Garibay y con Raúl Domínguez en la dirección de fotografía.

## Sinopsis
Francisco Villa es herido al ser perseguido por las tropas estadounidenses del general Pershing, y se esconde en la sierra. Desde ahí envía a Tiburcio, un hombre de confianza, por ayuda médica. En el curso de su misión Tiburcio evade varias trampas, pero es herido y atrapado. Logra escapar y secuestra a un médico estadounidense para que atienda a Villa y este lo salva, pero Tiburcio muere desangrado. Finalmente, imágenes de archivo informan que Pershing fracasa en la misión de atrapar a Villa.

## Aspectos técnicos
- Fecha de estreno: 21 de mayo de 1993
- Formato: 35mm filme a color
- Edición: Ignacio Soto Cadena
- Dirección Musical: Pepe Aguilar / Ulises Pernas / Juan Pernas

## Reparto
- Pepe Aguilar
- Antonio Aguilar
- Ernesto Gómez Cruz
- Felipe Santander
- Carmen Treviño
- Pedro Altamirano M.